# Airon Rios
Airon Carlos da Silva Rios, ou apenas Airon Rios (Recife, 22 de junho de 1921 – Recife, 13 de agosto de 2012) foi um odontólogo, advogado e político brasileiro, outrora deputado federal por Pernambuco.

## Dados biográficos
Filho de Carlos Lutgardes da Silva Rios e Alba Falcão Rios. Graduado na Universidade Federal de Pernambuco como dentista em 1943 e advogado em 1951, filiou-se à UDN e alcançou a suplência de deputado estadual em 1954 e 1958, sendo eleito em 1962. Após mudar para a ARENA, renovou o mandato em 1966 e foi eleito deputado federal em 1970, 1974 e 1978, rumando para o PDS em 1980. Primeiro suplente em 1982, exerceu o mandato durante os primeiros meses de Roberto Magalhães como governador de Pernambuco, quando Josias Leite foi secretário extraordinário para a Desburocratização do Estado, em 1983.
Nomeado secretário extraordinário para a Desburocratização do Estado em 13 de julho, Airon Rios mudou para o PFL e foi efetivado deputado federal após a escolha de Thales Ramalho para ministro do Tribunal de Contas da União pelo presidente José Sarney em 1986, abandonando a vida pública ao final do mandato.
Faleceu na capital pernambucana, vítima de infecção pulmonar.